# Faianç Català
El Faianç Català fou un taller de ceràmica creat el 1891 per Marian Burguès, situat al carrer de la Creueta, 92, de Sabadell. Amb el temps es van muntar dues filials a Barcelona (a la Gran Via, 250, i a la Rambla de Catalunya, 15), que servien de punt de venda d'objectes ceràmics.

## La botiga es converteix en sala d'art
El nebot de Burguès, Santiago Segura, va transformar la botiga de Barcelona en una sala d'exposicions d'art, amb l'ajuda de personatges de l'època com Miquel Utrillo, Xavier Nogués i Xènius. Entre les mostres del Faianç es van poder veure els artistes més representatius del noucentisme, com Ismael Smith, Néstor Fernández, Marià Andreu o Laura Albéniz entre d'altres.
Dins del circuit cultural que va sorgir arran del Faianç es va crear el grup artístic Les Arts i els Artistes i es va donar suport a la creació de diverses revistes (Picarol, Revista Nova, Papitu i Vell i Nou).
La botiga de Faianç Català a Barcelona va servir de base per a la creació d'una nova filial, Galeries Laietanes, que serviria només de galeria d'art, deixant així el local inicial com una botiga normal de ceràmica i objectes artístics.